# Chelydra serpentina
Rùa đớp, danh pháp khoa học là Chelydra serpentina, là một loài rùa trong họ Chelydridae. Loài này được Linnaeus mô tả khoa học đầu tiên năm 1758.
Phạm vi tự nhiên của loài này kéo dài từ đông nam Canada, phía tây nam đến mép của dãy núi Rocky, hiện tại miền đông Nova Scotia và Florida. Loài này và loài rùa cá sấu lớn hơn là hai loài trong họ này được tìm thấy ở Bắc Mỹ (mặc dù loài này phổ biến hơn.

## Hình ảnh

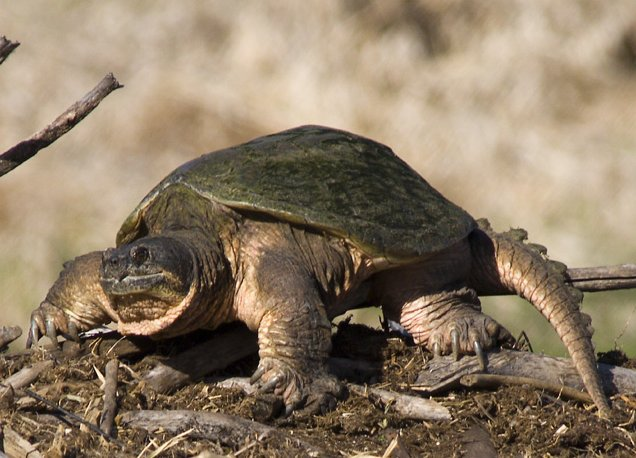
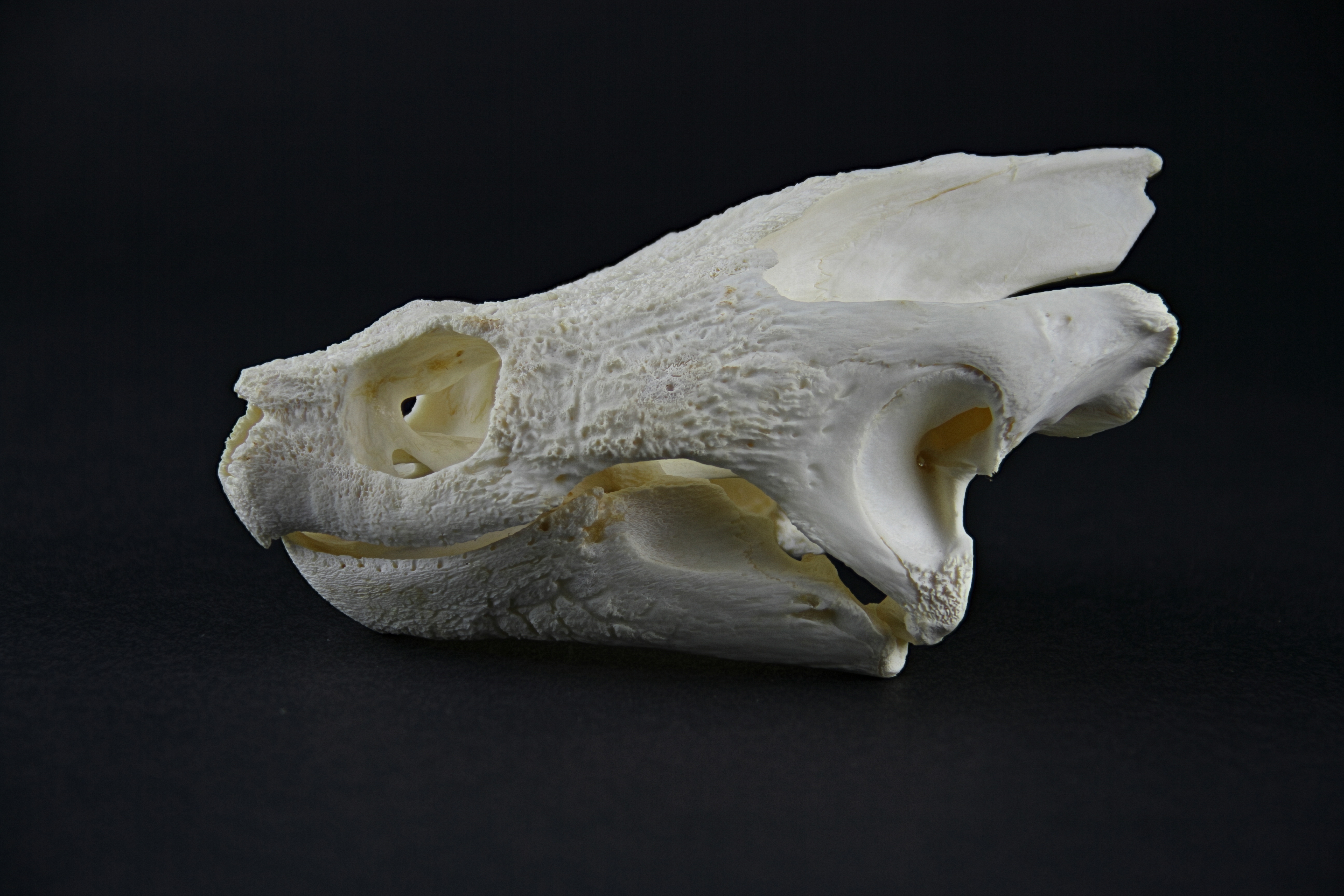
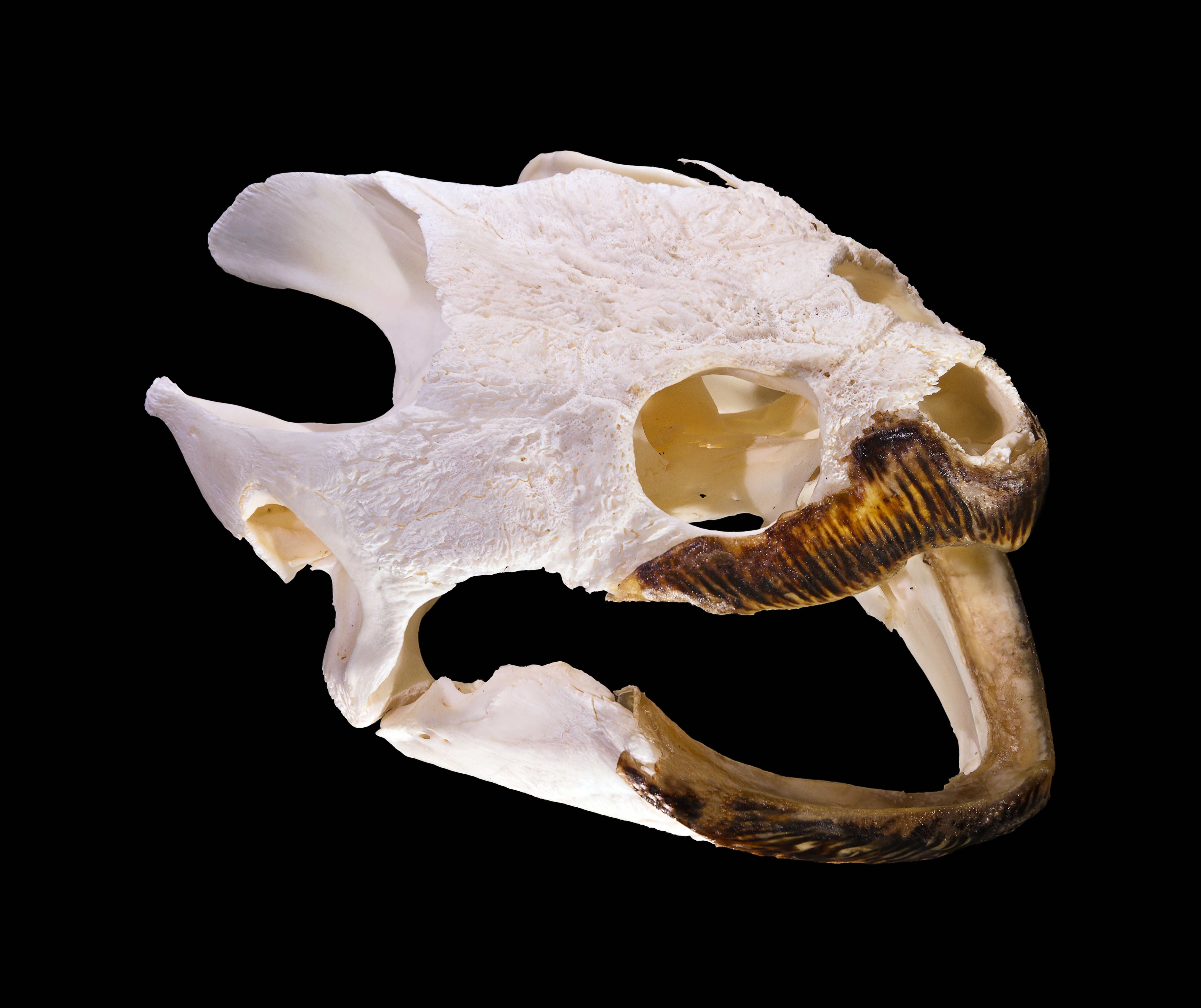
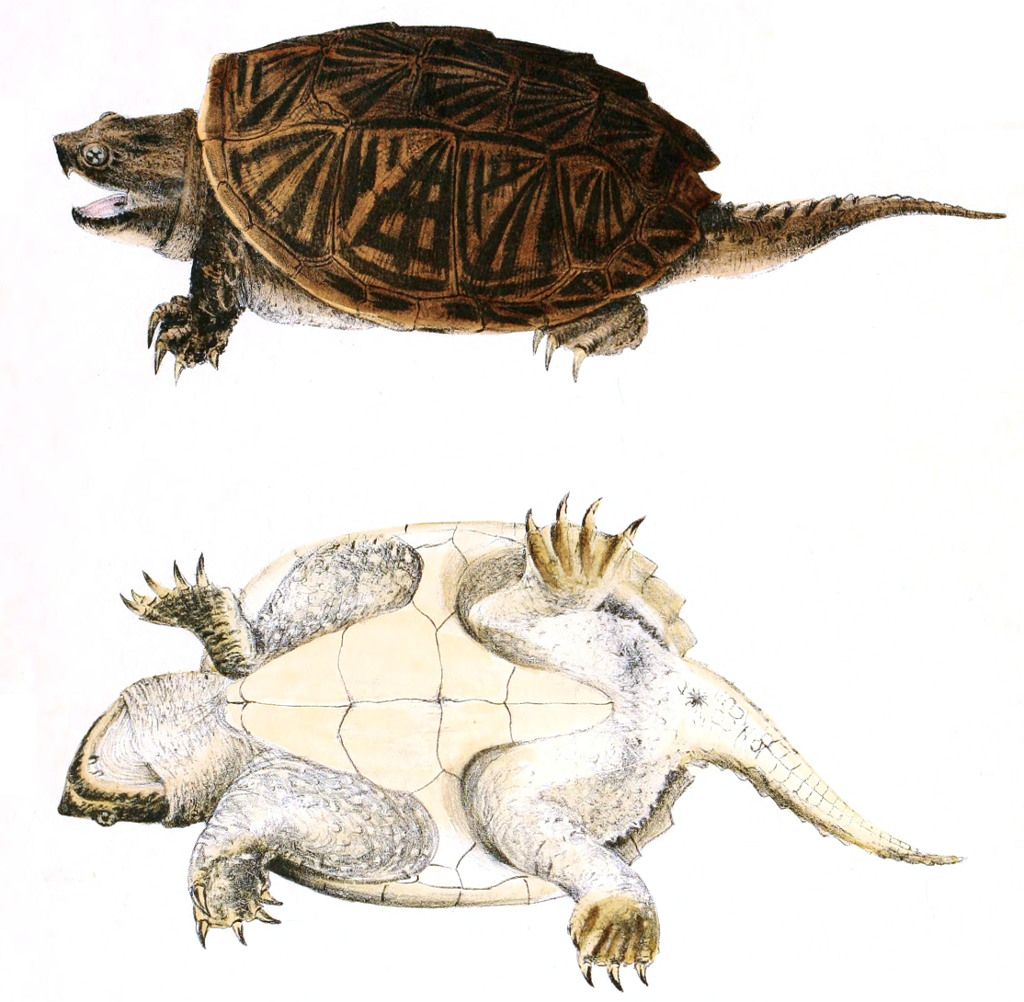
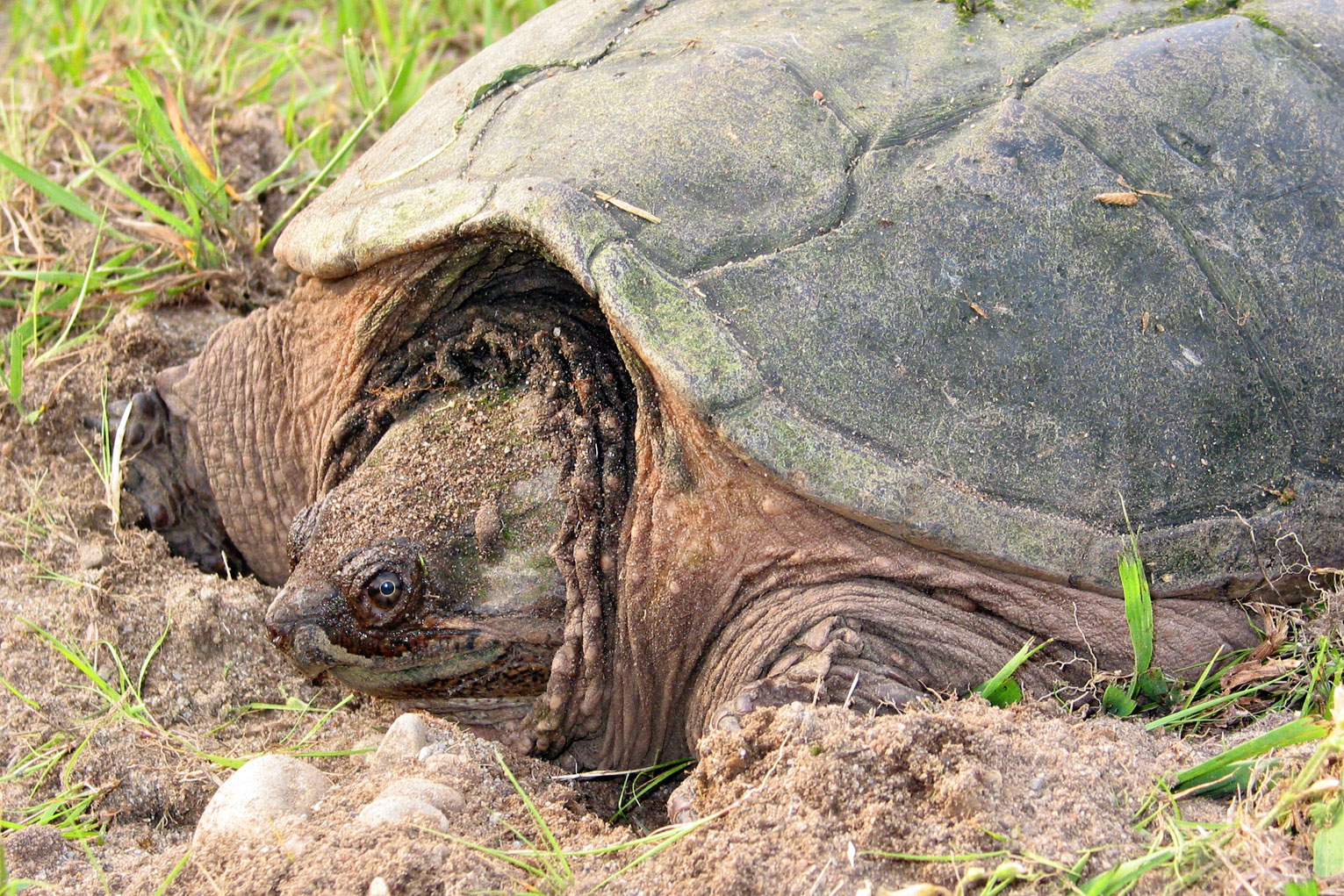
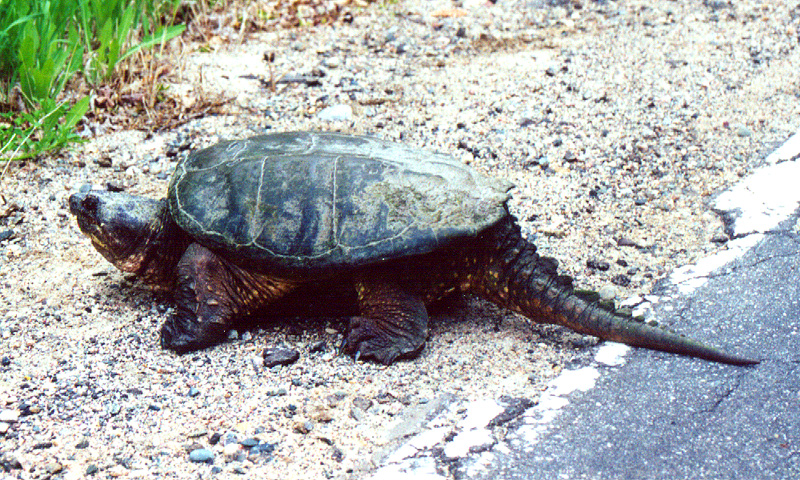